# Municipio de Orthell
El municipio de Orthell (en inglés: Orthell Township) es un municipio ubicado en el condado de Williams en el estado estadounidense de Dakota del Norte. En el año 2020 tenía una población de 16 habitantes y una densidad poblacional de 0,17 personas por km².

## Geografía
El municipio de Orthell se encuentra ubicado en las coordenadas 48°29′43″N 103°43′44″O / 48.49528, -103.72889. Según la Oficina del Censo de los Estados Unidos, el municipio tiene una superficie total de 93.05 km², de la cual 92,96 km² corresponden a tierra firme y (0,09 %) 0,09 km² es agua.

## Demografía
Según el censo de 2020, había 16 personas residiendo en el municipio de Orthell. La densidad de población era de 0,17 hab./km². De los 16 habitantes, el municipio de Orthell estaba compuesto por el 100 % blancos. Del total de la población el 0 % eran hispanos o latinos de cualquier raza.